# サンタリア 魔界怨霊
『サンタリア 魔界怨霊』（サンタリア まかいおんりょう、原題：The Believers）は、1987年製作のアメリカ合衆国のホラー映画である。
ニコラス・コンデ原作のホラー小説『サンテリア』(The Religion)をジョン・シュレシンジャー監督が映画化した。

## あらすじ
妻のリサを家庭内の事故で亡くした精神科医のカル・ジャミソンは、息子のクリスとともにミネアポリスからニューヨークに引っ越し、カルはニューヨーク市警に勤める。
ニューヨークでは、6歳から10歳位までの幼い男子が腹部を切り裂かれて惨殺されるという、猟奇的殺人事件が頻発する。事件を担当していた刑事トム・ロペスは錯乱して逮捕され、カルの診察を受ける。新たな事件が起き、脱走したロペスが犯人だと疑われる。カルはロペスが口にしたカルトのサンタリアを調べる。カルは家政婦のカルメンが家に護符を置いていることを知る。脱走中のロペスはカルに連絡したのちに錯乱し自殺する。
カルはマクタガート警部補と共に捜査を進める。ロペスが麻薬常習者を援助するカルダー財団の代表ロバート・カルダーに関心を持っていたことを知る。カルはガールフレンドのジェシカとパーティーに出席してカルダーに会う。謎めいたカリブ人のパロがジェシカの化粧品に触れる。帰宅したカルはカルメンがクリスに呪術の儀式を行っているところを見て、カルメンを追い出す。
クリスはカルの姉のケイトとデニス夫婦のところに行く。マクタガートは連続殺人の罪を死んだロペスに着せる。カルとジェシカはロペスの友人オスカーに会い、サンタリアが四日後の夏至に合わせてクリスを犠牲にしようとしていると聞く。オスカーはクリスを守る儀式を行う。翌日、ジェシカに腫物ができ気分が悪くなる。カルはマクタガートから連絡を受けて彼のアパートに行き、銃を構えるマクタガートから、カルダーが自分の息子を儀式で殺した証拠を見せられる。カルが去った後、マクタガートは自殺する。ジェシカの顔の腫物から蜘蛛の幼虫が這い出て来て、カルはジェシカを病院に連れて行く。ケイトはクリスを連れて行くと言う留守番電話のメッセージをカルに残すが、カルはこれを聞かずに友人のマーティーに連れられてケイトとデニスの家に来る。家の中でデニスはカルに薬物を飲ませ、彼とケイトが昔カリブ海沿岸で人の犠牲を見たことを話す。そこにカルダーとパロ、そして他のカルト信者が入ってくる。
カルは逃げるがクリスの姿は見つからない。ボートハウスに行ったカルはケイトの死体を見つけ、パロに気絶させられる。カルは倉庫に運ばれてクリスを犠牲にするよう強いられる。だがカルはデニスを刺し、マーティーが他の信者を撃ち殺す。だがカルダーはクリスを捕まえて上階に運ぶ。パロはマーティーを吹き矢で倒すが、顔に火傷を負う。カルはカルダーを刺し殺してクリスを救い出し、クリスに呼ばれたパロは落下し杭に体を突き通されて死ぬ。カルはクリスを運んで倉庫から脱出する。
後に、カル、ジェシカ、クリスは休暇で農園に滞在する。カルは納屋で動物の犠牲で飾られた神殿を見つける。ジェシカは自分の仕業と認め、これで安全だと語る。

## キャスト
※括弧内は日本語吹替
- カル・ジャミソン：マーティン・シーン（富山敬）：精神科医
- ジェシカ：ヘレン・シェイヴァー（田島令子）：カルの新しいガールフレンド
- クリス・ジャミソン：ハーレイ・クロス（亀井芳子）：カルの息子
- マクタガート：ロバート・ロッジア（小林勝彦）：警部補
- ロバート・カルダー：ハリス・ユーリン（家弓家正）：カルダー財団の代表
- トム・ロペス：ジミー・スミッツ：少年の連続殺人事件を担当する刑事
- ケイト：エリザベス・ウィルソン：カルの姉
- パロ：マリック・ボーウェンズ（江原正士）：謎のカリブ人

テレビ放映：テレビ朝日「日曜洋画劇場」1991年1月20日